# Say It's Forever
Albums de Miz
Dreams
(2005)
Singles
Say It's Forever est le 1er album solo de Miz, sorti sous le label Victor Entertainment le 21 juillet 2004 au Japon.

## Présentation
L'album arrive 20e à l'Oricon et reste classé 7 semaines pour un total de 12 436 exemplaires vendus. Il contient ses deux premiers singles et dix pistes inédites. Il sort au format CD et CD+DVD, sur le DVD on peut trouver les deux clips de ses deux singles.

## Liste des titres
| 1.  | New Day              | Miz                        | Pelle Andersson, Nestor Geli, Jan Johansen, Susie Päivärinta    | Hans Jönsson     | 4:01 |
| 2.  | Waiting For          | Miz                        | Tord Bäckström, Bengt Girell, Jan Nilsson                       | Petter Andersson | 3:53 |
| 3.  | What's Going On      | !Joy                       | Ulric Johansson, Erik Nova, Jessica Origliasso, Lisa Origliasso | Johansson, Nova  | 3:54 |
| 4.  | If You Run           | Miz                        | Bäckström, Girell, Nilsson                                      | Pieni Tonttu     | 3:36 |
| 5.  | ~interlude~          |                            | Petter Andersson                                                | Petter Andersson | 1:11 |
| 6.  | CONFUSION            | Miz                        | Bäckström, Nilsson                                              | Jönsson          | 3:23 |
| 7.  | Dreams               | Bäckström, Girell, Nilsson | Bäckström, Girell, Nilsson                                      | Bäckström        | 3:32 |
| 8.  | Not You              | Daniel Gibson, Han'Some    | Gibson, Han'Some                                                |                  | 4:22 |
| 9.  | Say It's Forever     | Stephan Berg, Brian Hobbs  | Berg, Hobbs                                                     | Jönsson          | 4:29 |
| 10. | Circles              | Miz                        | Ola-Per Ekblom, Lucy Swann                                      | Tonttu           | 4:08 |
| 11. | "What's It To You?!" | Miz                        | Bäckström, Nilsson                                              | Bäckström        | 3:37 |
| 12. | in the dark          | Miz                        | Nova, Fredrik Willstrand                                        | Nova             | 4:10 |
| 13. | Got It               | Bäckström, Girell, Nilsson | Bäckström, Girell, Nilsson                                      | Bäckström        | 3:14 |

| 1. | New Day (vidéo-clip)      |  |
| 2. | Waiting for (vidéo-clip)  |  |
| 3. | at Gotland (Slide Show)   |  |
| 4. | at Stockholm (Slide Show) |  |